# Máltai labdarúgó-válogatott
A máltai labdarúgó-válogatott Málta nemzeti csapata, amelyet a máltai labdarúgó-szövetség (Angolul: Malta Football Association) irányít. Első hivatalos mérkőzését 1957. február 24-én játszotta Ausztria ellen. Még egyetlen világ- és Európa-bajnokságra sem sikerült kijutnia.

## A válogatott története
Nagy-Britannia gyarmataként korán bekapcsolódott a sportág eseményeibe. A labdarúgó-szövetség 1959-ig Londonhoz tartozott. Az afrikai szekcióban beneveztek az 1960-as olimpiai selejtezőkbe, de nem jártak sikerrel. Rendszeresen részt vesznek a VB és Eb selejtezőkön, de eddig nem jutottak eredményre. Az első két győzelmüket tétmérkőzésen 1975-ben és 1982-ben érték el Görögország és Izland ellen. A következő győzelemre 1993-ig kellett várni, ekkor Észtországot verték meg.
Málta válogatottja tehát bármikor képes meglepetés eredményeket elérni. Ilyenek voltak 2005-ben: a Horvátország és Bulgária és Észak-Írország elleni 1–1. A 2006-os labdarúgó-világbajnokság előtt nem sokkal Németországban Japánt győzték le barátságos mérkőzésen 1–0-ra. 2006. október 11-én Magyarországot győzték le 2–1-re Európa-bajnoki selejtezőben André Schembri két góljával. 2007. február 7-én a 2008-as labdarúgó-Európa-bajnokság egyik házigazdájával Ausztriával játszott 1–1-es döntetlent. Ez a mérkőzést az ötvenedik évfordulója volt az első nemzetközi találkozójuknak. 2007. szeptember 8-án Törökország ellen 2–2-re végzett Eb-selejtezőn.
A valaha volt legnagyobb arányú győzelmüket 2008. március 26-án érték el, amikor Liechtensteint fektették két vállra. A vége 7–1 lett Málta javára, Michael Mifsud ötször talált be. 2009. szeptember 9-én kis híján nagy bravúrt hajtottak végre, ugyanis Svédország ellen nem sokkal a befejezés előtt 0–0-ra álltak, azonban a vége 1–0 egy öngóllal a svédek javára.

## Nemzetközi eredmények

### Világbajnokság
| Világbajnokság | Világbajnokság    | Világbajnokság    | Világbajnokság    | Világbajnokság    | Világbajnokság    | Világbajnokság    | Világbajnokság    | Világbajnokság    | Világbajnokság    | Selejtezők        | Selejtezők        | Selejtezők        | Selejtezők        | Selejtezők        | Selejtezők        | Selejtezők        |
| Év             | Eredmény          | H.                | M                 | Gy                | D                 | V                 | G+                | G–                | Keret             | H.                | M                 | Gy                | D                 | V                 | G+                | G–                |
| -------------- | ----------------- | ----------------- | ----------------- | ----------------- | ----------------- | ----------------- | ----------------- | ----------------- | ----------------- | ----------------- | ----------------- | ----------------- | ----------------- | ----------------- | ----------------- | ----------------- |
| 1930           | nem volt FIFA-tag | nem volt FIFA-tag | nem volt FIFA-tag | nem volt FIFA-tag | nem volt FIFA-tag | nem volt FIFA-tag | nem volt FIFA-tag | nem volt FIFA-tag | nem volt FIFA-tag | nem volt FIFA-tag | nem volt FIFA-tag | nem volt FIFA-tag | nem volt FIFA-tag | nem volt FIFA-tag | nem volt FIFA-tag | nem volt FIFA-tag |
| 1934           | nem volt FIFA-tag | nem volt FIFA-tag | nem volt FIFA-tag | nem volt FIFA-tag | nem volt FIFA-tag | nem volt FIFA-tag | nem volt FIFA-tag | nem volt FIFA-tag | nem volt FIFA-tag | nem volt FIFA-tag | nem volt FIFA-tag | nem volt FIFA-tag | nem volt FIFA-tag | nem volt FIFA-tag | nem volt FIFA-tag | nem volt FIFA-tag |
| 1938           | nem volt FIFA-tag | nem volt FIFA-tag | nem volt FIFA-tag | nem volt FIFA-tag | nem volt FIFA-tag | nem volt FIFA-tag | nem volt FIFA-tag | nem volt FIFA-tag | nem volt FIFA-tag | nem volt FIFA-tag | nem volt FIFA-tag | nem volt FIFA-tag | nem volt FIFA-tag | nem volt FIFA-tag | nem volt FIFA-tag | nem volt FIFA-tag |
| 1950           | nem volt FIFA-tag | nem volt FIFA-tag | nem volt FIFA-tag | nem volt FIFA-tag | nem volt FIFA-tag | nem volt FIFA-tag | nem volt FIFA-tag | nem volt FIFA-tag | nem volt FIFA-tag | nem volt FIFA-tag | nem volt FIFA-tag | nem volt FIFA-tag | nem volt FIFA-tag | nem volt FIFA-tag | nem volt FIFA-tag | nem volt FIFA-tag |
| 1954           | nem volt FIFA-tag | nem volt FIFA-tag | nem volt FIFA-tag | nem volt FIFA-tag | nem volt FIFA-tag | nem volt FIFA-tag | nem volt FIFA-tag | nem volt FIFA-tag | nem volt FIFA-tag | nem volt FIFA-tag | nem volt FIFA-tag | nem volt FIFA-tag | nem volt FIFA-tag | nem volt FIFA-tag | nem volt FIFA-tag | nem volt FIFA-tag |
| 1958           | nem volt FIFA-tag | nem volt FIFA-tag | nem volt FIFA-tag | nem volt FIFA-tag | nem volt FIFA-tag | nem volt FIFA-tag | nem volt FIFA-tag | nem volt FIFA-tag | nem volt FIFA-tag | nem volt FIFA-tag | nem volt FIFA-tag | nem volt FIFA-tag | nem volt FIFA-tag | nem volt FIFA-tag | nem volt FIFA-tag | nem volt FIFA-tag |
| 1962           | nem volt FIFA-tag | nem volt FIFA-tag | nem volt FIFA-tag | nem volt FIFA-tag | nem volt FIFA-tag | nem volt FIFA-tag | nem volt FIFA-tag | nem volt FIFA-tag | nem volt FIFA-tag | nem volt FIFA-tag | nem volt FIFA-tag | nem volt FIFA-tag | nem volt FIFA-tag | nem volt FIFA-tag | nem volt FIFA-tag | nem volt FIFA-tag |
| 1966           | nem volt FIFA-tag | nem volt FIFA-tag | nem volt FIFA-tag | nem volt FIFA-tag | nem volt FIFA-tag | nem volt FIFA-tag | nem volt FIFA-tag | nem volt FIFA-tag | nem volt FIFA-tag | nem volt FIFA-tag | nem volt FIFA-tag | nem volt FIFA-tag | nem volt FIFA-tag | nem volt FIFA-tag | nem volt FIFA-tag | nem volt FIFA-tag |
| 1970           | nem volt FIFA-tag | nem volt FIFA-tag | nem volt FIFA-tag | nem volt FIFA-tag | nem volt FIFA-tag | nem volt FIFA-tag | nem volt FIFA-tag | nem volt FIFA-tag | nem volt FIFA-tag | nem volt FIFA-tag | nem volt FIFA-tag | nem volt FIFA-tag | nem volt FIFA-tag | nem volt FIFA-tag | nem volt FIFA-tag | nem volt FIFA-tag |
| 1974           | nem jutott ki     | nem jutott ki     | nem jutott ki     | nem jutott ki     | nem jutott ki     | nem jutott ki     | nem jutott ki     | nem jutott ki     | nem jutott ki     | 4.                | 6                 | 0                 | 0                 | 6                 | 1                 | 20                |
| 1978           | nem jutott ki     | nem jutott ki     | nem jutott ki     | nem jutott ki     | nem jutott ki     | nem jutott ki     | nem jutott ki     | nem jutott ki     | nem jutott ki     | 4.                | 6                 | 0                 | 0                 | 6                 | 0                 | 27                |
| 1982           | nem jutott ki     | nem jutott ki     | nem jutott ki     | nem jutott ki     | nem jutott ki     | nem jutott ki     | nem jutott ki     | nem jutott ki     | nem jutott ki     | 3.                | 4                 | 0                 | 0                 | 4                 | 2                 | 15                |
| 1986           | nem jutott ki     | nem jutott ki     | nem jutott ki     | nem jutott ki     | nem jutott ki     | nem jutott ki     | nem jutott ki     | nem jutott ki     | nem jutott ki     | 5.                | 8                 | 0                 | 1                 | 7                 | 6                 | 25                |
| 1990           | nem jutott ki     | nem jutott ki     | nem jutott ki     | nem jutott ki     | nem jutott ki     | nem jutott ki     | nem jutott ki     | nem jutott ki     | nem jutott ki     | 5.                | 8                 | 0                 | 2                 | 6                 | 3                 | 18                |
| 1994           | nem jutott ki     | nem jutott ki     | nem jutott ki     | nem jutott ki     | nem jutott ki     | nem jutott ki     | nem jutott ki     | nem jutott ki     | nem jutott ki     | 5.                | 10                | 1                 | 1                 | 8                 | 3                 | 23                |
| 1998           | nem jutott ki     | nem jutott ki     | nem jutott ki     | nem jutott ki     | nem jutott ki     | nem jutott ki     | nem jutott ki     | nem jutott ki     | nem jutott ki     | 6.                | 10                | 0                 | 0                 | 10                | 2                 | 37                |
| 2002           | nem jutott ki     | nem jutott ki     | nem jutott ki     | nem jutott ki     | nem jutott ki     | nem jutott ki     | nem jutott ki     | nem jutott ki     | nem jutott ki     | 6.                | 10                | 0                 | 1                 | 9                 | 4                 | 24                |
| 2006           | nem jutott ki     | nem jutott ki     | nem jutott ki     | nem jutott ki     | nem jutott ki     | nem jutott ki     | nem jutott ki     | nem jutott ki     | nem jutott ki     | 6.                | 10                | 0                 | 3                 | 7                 | 4                 | 32                |
| 2010           | nem jutott ki     | nem jutott ki     | nem jutott ki     | nem jutott ki     | nem jutott ki     | nem jutott ki     | nem jutott ki     | nem jutott ki     | nem jutott ki     | 6.                | 10                | 0                 | 1                 | 9                 | 0                 | 26                |
| 2014           | nem jutott ki     | nem jutott ki     | nem jutott ki     | nem jutott ki     | nem jutott ki     | nem jutott ki     | nem jutott ki     | nem jutott ki     | nem jutott ki     | 6.                | 10                | 1                 | 0                 | 9                 | 5                 | 28                |
| 2018           | nem jutott ki     | nem jutott ki     | nem jutott ki     | nem jutott ki     | nem jutott ki     | nem jutott ki     | nem jutott ki     | nem jutott ki     | nem jutott ki     | 6.                | 10                | 0                 | 1                 | 9                 | 3                 | 25                |
| 2022           | nem jutott ki     | nem jutott ki     | nem jutott ki     | nem jutott ki     | nem jutott ki     | nem jutott ki     | nem jutott ki     | nem jutott ki     | nem jutott ki     | 6.                | 10                | 1                 | 2                 | 7                 | 9                 | 30                |
| 2026           | később            | később            | később            | később            | később            | később            | később            | később            | később            | később            | később            | később            | később            | később            | később            | később            |
| Összesen       |                   | 0/22              | –                 | –                 | –                 | –                 | –                 | –                 | –                 | Összesen          | 112               | 3                 | 12                | 97                | 42                | 330               |

### Európa-bajnokság
| Európa-bajnokság | Európa-bajnokság  | Európa-bajnokság  | Európa-bajnokság  | Európa-bajnokság  | Európa-bajnokság  | Európa-bajnokság  | Európa-bajnokság  | Európa-bajnokság  | Európa-bajnokság  | Selejtezők        | Selejtezők        | Selejtezők        | Selejtezők        | Selejtezők        | Selejtezők        | Selejtezők        |
| Év               | Eredmény          | H.                | M                 | Gy                | D                 | V                 | G+                | G–                | Keret             | H.                | M                 | Gy                | D                 | V                 | G+                | G–                |
| ---------------- | ----------------- | ----------------- | ----------------- | ----------------- | ----------------- | ----------------- | ----------------- | ----------------- | ----------------- | ----------------- | ----------------- | ----------------- | ----------------- | ----------------- | ----------------- | ----------------- |
| 1960             | nem volt UEFA-tag | nem volt UEFA-tag | nem volt UEFA-tag | nem volt UEFA-tag | nem volt UEFA-tag | nem volt UEFA-tag | nem volt UEFA-tag | nem volt UEFA-tag | nem volt UEFA-tag | nem volt UEFA-tag | nem volt UEFA-tag | nem volt UEFA-tag | nem volt UEFA-tag | nem volt UEFA-tag | nem volt UEFA-tag | nem volt UEFA-tag |
| 1964             | nem jutott ki     | nem jutott ki     | nem jutott ki     | nem jutott ki     | nem jutott ki     | nem jutott ki     | nem jutott ki     | nem jutott ki     | nem jutott ki     | Első forduló      | 2                 | 0                 | 0                 | 2                 | 2                 | 9                 |
| 1968             | nem indult        | nem indult        | nem indult        | nem indult        | nem indult        | nem indult        | nem indult        | nem indult        | nem indult        | nem indult        | nem indult        | nem indult        | nem indult        | nem indult        | nem indult        | nem indult        |
| 1972             | nem jutott ki     | nem jutott ki     | nem jutott ki     | nem jutott ki     | nem jutott ki     | nem jutott ki     | nem jutott ki     | nem jutott ki     | nem jutott ki     | 4.                | 6                 | 0                 | 1                 | 5                 | 2                 | 16                |
| 1976             | nem jutott ki     | nem jutott ki     | nem jutott ki     | nem jutott ki     | nem jutott ki     | nem jutott ki     | nem jutott ki     | nem jutott ki     | nem jutott ki     | 4.                | 6                 | 1                 | 0                 | 5                 | 2                 | 20                |
| 1980             | nem jutott ki     | nem jutott ki     | nem jutott ki     | nem jutott ki     | nem jutott ki     | nem jutott ki     | nem jutott ki     | nem jutott ki     | nem jutott ki     | 4.                | 6                 | 0                 | 1                 | 5                 | 2                 | 21                |
| 1984             | nem jutott ki     | nem jutott ki     | nem jutott ki     | nem jutott ki     | nem jutott ki     | nem jutott ki     | nem jutott ki     | nem jutott ki     | nem jutott ki     | 5.                | 8                 | 1                 | 0                 | 7                 | 5                 | 37                |
| 1988             | nem jutott ki     | nem jutott ki     | nem jutott ki     | nem jutott ki     | nem jutott ki     | nem jutott ki     | nem jutott ki     | nem jutott ki     | nem jutott ki     | 5.                | 8                 | 0                 | 2                 | 6                 | 4                 | 21                |
| 1992             | nem jutott ki     | nem jutott ki     | nem jutott ki     | nem jutott ki     | nem jutott ki     | nem jutott ki     | nem jutott ki     | nem jutott ki     | nem jutott ki     | 5.                | 8                 | 0                 | 2                 | 6                 | 2                 | 23                |
| 1996             | nem jutott ki     | nem jutott ki     | nem jutott ki     | nem jutott ki     | nem jutott ki     | nem jutott ki     | nem jutott ki     | nem jutott ki     | nem jutott ki     | 6.                | 10                | 0                 | 2                 | 8                 | 2                 | 22                |
| 2000             | nem jutott ki     | nem jutott ki     | nem jutott ki     | nem jutott ki     | nem jutott ki     | nem jutott ki     | nem jutott ki     | nem jutott ki     | nem jutott ki     | 5.                | 8                 | 0                 | 0                 | 8                 | 6                 | 27                |
| 2004             | nem jutott ki     | nem jutott ki     | nem jutott ki     | nem jutott ki     | nem jutott ki     | nem jutott ki     | nem jutott ki     | nem jutott ki     | nem jutott ki     | 5.                | 8                 | 0                 | 1                 | 7                 | 5                 | 24                |
| 2008             | nem jutott ki     | nem jutott ki     | nem jutott ki     | nem jutott ki     | nem jutott ki     | nem jutott ki     | nem jutott ki     | nem jutott ki     | nem jutott ki     | 7.                | 12                | 1                 | 2                 | 9                 | 10                | 31                |
| 2012             | nem jutott ki     | nem jutott ki     | nem jutott ki     | nem jutott ki     | nem jutott ki     | nem jutott ki     | nem jutott ki     | nem jutott ki     | nem jutott ki     | 6.                | 10                | 0                 | 1                 | 9                 | 4                 | 21                |
| 2016             | nem jutott ki     | nem jutott ki     | nem jutott ki     | nem jutott ki     | nem jutott ki     | nem jutott ki     | nem jutott ki     | nem jutott ki     | nem jutott ki     | 6.                | 10                | 0                 | 2                 | 8                 | 3                 | 16                |
| 2020             | nem jutott ki     | nem jutott ki     | nem jutott ki     | nem jutott ki     | nem jutott ki     | nem jutott ki     | nem jutott ki     | nem jutott ki     | nem jutott ki     | 6.                | 10                | 1                 | 0                 | 9                 | 3                 | 27                |
| 2024             | nem jutott ki     | nem jutott ki     | nem jutott ki     | nem jutott ki     | nem jutott ki     | nem jutott ki     | nem jutott ki     | nem jutott ki     | nem jutott ki     | 5.                | 8                 | 0                 | 0                 | 8                 | 2                 | 20                |
| Összesen         |                   | 0/16              | –                 | –                 | –                 | –                 | –                 | –                 | –                 | Összesen          | 120               | 4                 | 14                | 102               | 54                | 335               |

### UEFA Nemzetek Ligája
| Csoportkör | Csoportkör | Csoportkör | Csoportkör | Csoportkör | Csoportkör | Csoportkör | Csoportkör | Csoportkör | Csoportkör | Csoportkör      | Csoportkör | Egyenes kieséses szakasz | Egyenes kieséses szakasz | Egyenes kieséses szakasz | Egyenes kieséses szakasz | Egyenes kieséses szakasz | Egyenes kieséses szakasz | Egyenes kieséses szakasz | Egyenes kieséses szakasz | Egyenes kieséses szakasz |
| Szezon     | Liga       | Csoport    | H          | M          | Gy         | D          | V          | G+         | G–         | Feljutás/kiesés | Helyezés   | Év                       | Eredmény                 | M                        | Gy                       | D                        | V                        | G+                       | G–                       | Keret                    |
| ---------- | ---------- | ---------- | ---------- | ---------- | ---------- | ---------- | ---------- | ---------- | ---------- | --------------- | ---------- | ------------------------ | ------------------------ | ------------------------ | ------------------------ | ------------------------ | ------------------------ | ------------------------ | ------------------------ | ------------------------ |
| 2018–19    | D          | 3.         | 4.         | 6          | 0          | 3          | 3          | 5          | 14         | Állandó         | 54.        | 2019                     | nem jutott be            | nem jutott be            | nem jutott be            | nem jutott be            | nem jutott be            | nem jutott be            | nem jutott be            | nem jutott be            |
| 2020–21    | D          | 1.         | 2.         | 6          | 2          | 3          | 1          | 8          | 6          | Állandó         | 52.        | 2021                     | nem jutott be            | nem jutott be            | nem jutott be            | nem jutott be            | nem jutott be            | nem jutott be            | nem jutott be            | nem jutott be            |
| 2022–23    | D          | 2.         | 2.         | 4          | 2          | 0          | 2          | 5          | 4          | Állandó         | 52.        | 2023                     | nem jutott be            | nem jutott be            | nem jutott be            | nem jutott be            | nem jutott be            | nem jutott be            | nem jutott be            | nem jutott be            |
| 2024–25    | D          |            |            |            |            |            |            |            |            |                 |            | 2025                     | nem jutott be            | nem jutott be            | nem jutott be            | nem jutott be            | nem jutott be            | nem jutott be            | nem jutott be            | nem jutott be            |
| Összesen   | Összesen   | Összesen   | Összesen   | 16         | 4          | 6          | 6          | 18         | 24         |                 |            |                          | 0/4                      | –                        | –                        | –                        | –                        | –                        | –                        |                          |

## Válogatottsági rekordok
Az adatok 2016. november 15. állapotoknak felelnek meg.
- A még aktív játékosok félkövérrel vannak megjelölve.

| #  | Játékos         | Időszak   | Vál. | Gól |
| -- | --------------- | --------- | ---- | --- |
| 1  | Michael Mifsud  | 2000–     | 123  | 40  |
| 2  | David Carabott  | 1987–2005 | 122  | 12  |
| 3  | Gilbert Agius   | 1993–2008 | 119  | 8   |
| 4  | Carmel Busuttil | 1982–2001 | 113  | 23  |
| 5  | Joe Brincat     | 1988–2004 | 101  | 6   |
| 6  | John Buttigieg  | 1984–2000 | 97   | 1   |
| 7  | Roderick Briffa | 2003–     | 93   | 1   |
| 8  | Brian Said      | 1996–2009 | 91   | 5   |
| 9  | Silvio Vella    | 1988–2000 | 90   | 1   |
| 10 | Luke Dimech     | 1999–2013 | 78   | 1   |

| # | Játékos          | Időszak   | Gól | Vál. |
| - | ---------------- | --------- | --- | ---- |
| 1 | Michael Mifsud   | 2000–     | 40  | 121  |
| 2 | Carmel Busuttil  | 1982–2001 | 23  | 113  |
| 3 | David Carabott   | 1987–2005 | 12  | 122  |
| 4 | Hubert Suda      | 1988–2003 | 8   | 70   |
| 4 | Gilbert Agius    | 1993–2008 | 8   | 119  |
| 6 | Raymond Xuereb   | 1971–1985 | 6   | 43   |
| 6 | Kristian Laferla | 1986–1998 | 6   | 65   |
| 6 | Joe Brincat      | 1988–2004 | 6   | 101  |
| 9 | George Mallia    | 1999–2008 | 5   | 63   |
| 9 | Brian Said       | 1996–2009 | 5   | 91   |

### Több mint 30 válogatottsággal rendelkező játékosok
| - Gilbert Agius - Alex Azzopardi - Ian Azzopardi - Etienne Barbara - Roderick Briffa - Joe Brincat - Richard Buhagiar - Carmel Busuttil - John Buttigieg - David Camilleri - Edwin Camilleri |  | - Joseph Camilleri - David Carabott - Jeffrey Chetcuti - David Cluett - Darren Debono - Michael Degiorgio - Luke Dimech - Edwin Farrugia - Emanuele Farrugia - Joseph Galea - Stefan Giglio |  | - Martin Gregory - Justin Haber - John Holland - Kristian Laferla - George Mallia - Michael Mifsud - Mario Muscat - Chucks Nwoko - Brian Said - Nicky Saliba - Kevin Sammut |  | - Charles Scerri - Hubert Suda - Stefan Sultana - Daniel Theuma - Noel Turner - Raymond Vella - Silvio Vella - Ivan Woods - George Xuereb - Raymond Xuereb - Antoine Zahra - André Schembri |